# Do Jeito Que Eu Quero
Do Jeito Que Eu Quero é o álbum de estreia da atriz, apresentadora e cantora brasileira Babi Xavier, lançado no dia 2 de outubro de 2002 pela Universal Music. Produzido por Ricardo Feghali, Junior Mendes e Luiz Carlos, conta com composições de Jair Oliveira, Vinny, Milton Guedes, Wilson Simoninha e a participação de Chico Buarque na canção "O Que Será".
O primeiro single, "Imunização Racial (Que Beleza)", regravação da canção de Tim Maia, teve um videoclipe lançado em 2002 e contava com Babi cantando a canção em cima de um prédio (parte do vídeo em preto e branco), além de cenas onde a cantora canta a canção (em cenas coloridas). 
As resenhas da crítica especializada em música foram mistas. Apesar de acharem o repertório irregular, consideraram-no bom para uma estreia e elogiaram sua voz.

## Antecedentes
Babi Xavier começou trabalhando como modelo e participou das novelas Perdidos de Amor, da Bandeirantes, e Por Amor, da Rede Globo. Depois foi apresentadora da MTV Brasil e do SBT, onde apresentou por dois anos o "Programa Livre" (de 2000 até o fim de 2001). Sobre essa época, disse, "Eu recebi muitos cantores no programa. Fiz amigos na música. O programa me abriu muitas portas nessa área," confessa ela. Assim, no final de 2000, Babi tomou coragem e resolveu preparar seu primeiro lançamento musical. "O Júnior Mendes foi primordial para que eu tivesse a coragem de tomar esta decisão. Ele sempre me deu forças para gravar," conta.
Em 2002, começou a apresentar o programa Ilha da Sedução no SBT, além de ter lançado o livro E Aí, Um Papo Aberto Entre A Gente. No mesmo ano, entrou no estúdio e gravou faixas para o que seria a sua estreia na indústria fonográfica, que foi intitulado Do Jeito Que Eu Quero.
Um ano antes da gravação, começou a ter aulas de canto na escola de música "Voice", localizada em São Paulo. Em entrevista a revista Época: "Há muito tempo eu cantava com amigos, nos intervalos de gravação, mas eu não tinha coragem de lançar um disco. Era tímida".

## Repertório e canções
A lista de faixas conta com dez canções e um remix do DJ Memê para a música "Imunização Racional". Produzido por Ricardo Feghali, Junior Mendes e Luiz Carlos "Meu Bom", abre com a faixa "Imunização Racional (Que Beleza)", música da fase esotérica de Tim Maia, mesclando o pop e o MPB. Em seguida, vem a faixa "Só o Que Preciso Ter", faixa pop rock que, segundo Babi, "foi a primeira música que eu recebi. Lembro até a data, foi no dia 14 de fevereiro de 2001. Foi o Vinny que me deu. Ele foi o primeiro a apostar em mim," lembra. A terceira faixa, "Com.br", mistura samba e eletrônico, é composição de Jair Oliveira e contém uma citação de "Deixa Isso pra Lá", imortalizada por Jair Rodrigues.
Já a quarta faixa, "O Que Será?", é regravação do clássico de Chico Buarque, e é um dueto com o próprio cantor. "Quando contei a história para o Max Pierre (diretor artístico da gravadora), na hora ele sugeriu a regravação de 'O Que Será (À Flor da Pele)'. Na hora minha reação foi dizer, espantada: ‘vou gravar Chico’? Mas eu já levei tanto não na vida, qual seria o problema em levar outro? Resolvi fazer um teste e liguei para o Chico, que estava em Paris. Ele não só autorizou a gravação, como se comprometeu a fazer dueto comigo quando voltasse ao Brasil". Wilson Simoninha é autor de "É Tudo Que Eu Tenho pra Dizer (Revelação)", enquanto "Não quero Lembrar" foi composta por Célio Mendes. Já a rock n roll "Baby, Não Pare" é autoria de Milton Guedes, em parceria com Dunga. "Chamar pra Dançar" é um pop dançante, escrita por Lincoln Olivetti, Junior Mendes e Alessandra Maia, e segundo Babi, "Gosto muito de dançar. É difícil me tirar da pista." "Quero Passar" é de Jair Rodrigues em parceria com Daniel Carlomagno.

## Recepção crítica
| Críticas profissionais | Críticas profissionais |
| Avaliações da crítica  | Avaliações da crítica  |
| Fonte                  | Avaliação              |
| ---------------------- | ---------------------- |
| Universo Musical       | favorável              |

A recepção da crítica especializada em música foi favorável. Em sua resenha, o site Universo Musical, destacou que a cantora "tem uma voz bonita e suave, e seu disco não é aquela cerveja do comercial, mas 'desce redondo'." Também apontou apontou que a mesma "aposta certo na mistura de instrumentos e bateria eletrônica, ajudada pelas letras inspiradas de Vinny – 'Só o Que Preciso Ter' é o melhor momento do CD – e de Jair Oliveira, principalmente na dançante '.COMBR'. A releitura para 'Que Beleza' também é um acerto – mas só a primeira versão; o remix soa desnecessário, sem acrescentar nada." Destacou que, "a participação de Chico Buarque não a livra da bola fora que foi sua regravação para 'O Que Será'. Algumas letras fracas, como 'Não Quero Lembrar' e 'Chamar pra Dançar', tornam o repertório irregular, deixando aquela sensação de que poderia ser melhor. Mas, como primeiro passo, o resultado é válido."

## Divulgação e desempenho
Para promovê-lo, "Imunização Racional (Que Beleza)" ou apenas "Que Beleza" foi lançada como primeiro single. Um CD promocional, contendo a versão do álbum e a versão remix do DJ Memê, foi lançado em 2002, além de um vídeo que contava com Babi cantando a canção em cima de um prédio (parte do vídeo em preto e branco), além de cenas onde a cantora canta a canção (em cenas coloridas). 
Apesar de apresentações em vários programas de TV e rádio, como o É Show, da Rede Record, apresentado por Adriane Galisteu, o single não obteve sucesso nas paradas. Seu sucessor, a faixa "Só o Que Preciso Ter", foi anunciado como a segunda música de trabalho, mas teve lançamento limitado a algumas rádios brasileiras e, consequentemente, foi cancelado.
Em relação ao álbum, não obteve êxito comercial, o que conduziu ao rompimento do contrato com a gravadora Universal, que previa mais dois discos no contrato inicial. Nesse contexto, "Do Jeito Que Eu Quero" tornou-se seu único disco, apesar de seus esforços, em entrevista revelou: "Essa não é uma esquina do meu caminho; é uma coisa muito séria, um grande desafio que enfim eu me propus a assumir."

## Lista de faixas
| Faixas |                                                                       |                                                  |         |  |
| N.º    | Título                                                                | Compositor(es)                                   | Duração |  |
| 1.     | "Imunização Racional (Que Beleza)"                                    | Tim Maia                                         | 4:09    |  |
| 2.     | "Só o Que Preciso Ter"                                                | Vinny                                            | 4:08    |  |
| 3.     | ".COMBR (Citação musical: Deixa Isso pra Lá)"                         | Jair Oliveira/ Alberto Paz e Edson Menezes       | 4:15    |  |
| 4.     | "O Que Será (À Flor da Pele)" (participação especial Chico Buarque)   | Chico Buarque                                    | 3:36    |  |
| 5.     | "É Tudo Que Eu Tenho pra Dizer (Revelação)"                           | Wilson Simoninha                                 | 3:53    |  |
| 6.     | "Não Quero Lembrar" (participação especial na guitarra Nuno Mindelis) | Célio Mendes                                     | 3:57    |  |
| 7.     | "Baby, Não Pare" (participação especial Dunga)                        | Milton Guedes, Dunga                             | 3:26    |  |
| 8.     | "Chamar pra Dançar"                                                   | Lincoln Olivetti, Junior Mendes, Alessandra Maia | 3:41    |  |
| 9.     | "Quero Passar"                                                        | Jair Oliveira, Daniel Carlomagno                 | 3:49    |  |
| 10.    | "Só pra Ser"                                                          | Cláudio Mazza, Alvaro Socci, Márcio Mazza        | 4:22    |  |
| 11.    | "Imunização Racional (Que Beleza) (Memê’s Dubplate Mix)"              | Tim Maia / Remix: Memê                           | 3:54    |  |